# 儋翩
儋翩（？—？），春秋时期周朝的大夫。
前504年，儋翩依靠郑国人，在成周率领王子朝的余党作乱，郑国于是攻打冯、滑、胥靡、负黍、狐人、阙外。六月，晋国阎没守卫周室，在胥靡筑城。十二月，周敬王为了躲避儋翩，逃到姑莸。前503年春二月，儋翩在仪栗叛乱。前502年二月己丑，单武公攻打谷城，刘桓公攻打仪栗。辛卯，单武公攻打简城，刘桓公攻打盂，以定王室。